# Långvinds naturreservat
Långvinds naturreservat är ett naturreservat i Hudiksvalls kommun i Gävleborgs län.
Området är naturskyddat sedan 2020 (gällande från 2022) och är 1 265 hektar stort. Reservatet ligger vid kusten nordost om Söderhamn  och består av vatten, strandängar, barrskogar med gamla tallar och granar.